# Xysticus chippewa
Xysticus chippewa es una especie de araña cangrejo del género Xysticus, orden Araneae. Fue descrita científicamente por Gertsch en 1953.

## Distribución geográfica
Se distribuye por América del Norte y el norte de Europa.